# قايدو لوري
قايدو لوري (بالإيطالية: Guido Lauri)‏ هو راقص إيطالي، ولد في 23 نوفمبر 1922 في روما في إيطاليا.